# ملعب فيليكس هوفويت-بواني
ملعب فيليكس هوفويت-بواني هو ملعب متعدد الاستخدام يقع في أبيجان أكبر مدن ساحل العاج. غالباً ما يتم استخدامه لمباريات كرة القدم. يسع الملعب لجلوس 35 ألف متفرج. يعتبر الملعب الرسمي الذي يخوض فيه منتخب ساحل العاج مبارياته الدولية.